# Aiyura linoptera
Aiyura linoptera är en fjärilsart som beskrevs av Munroe 1974. Aiyura linoptera ingår i släktet Aiyura och familjen Crambidae. Inga underarter finns listade i Catalogue of Life.